# Louis Thirion (compositeur)
Pour les articles homonymes, voir Louis Thirion et Thirion.
Louis Thirion est un compositeur français né à Baccarat le 13 février 1879 et mort à Nancy le 4 juillet 1966.

## Biographie

### Formation musicale
Louis Thirion est né le 13 février 1879 à Baccarat, d’un père organiste et chef de la musique des Cristalleries. Il fait ses études musicales au conservatoire de Nancy : il étudie d’abord le violon, puis le piano et l'orgue, et enfin la composition sous la direction de Guy Ropartz, qui deviendra son maître et dont il restera proche.

### La carrière
Titulaire des orgues de Baccarat, il est nommé à l'âge de vingt ans professeur de piano et d'orgue au conservatoire de Nancy. Après sa démobilisation à la fin de la guerre de 14-18, il prend les fonctions de directeur intérimaire du Conservatoire de Nancy en remplacement de Guy Ropartz, lui-même appelé à la direction du conservatoire de Strasbourg et le restera jusqu'à la nomination d'Alfred Bachelet en 1919. Dans les années 1920, il tient l'orgue de l'église Saint-Léon de Nancy. À la mort de Bachelet en janvier 1944, la mairie de Nancy lui confie de nouveau la charge de directeur intérimaire. Il assure en plus les fonctions de chef d'orchestre des Concerts du Conservatoire pour le reste de la saison 1943-1944. À la rentrée 1944, il reprend ses fonctions de professeur et se consacre désormais pleinement à l'enseignement de l’orgue et du piano jusqu'à sa retraite en 1949.

### Le compositeur
En tant qu'élève de Guy Ropartz, Louis Thirion a souvent été présenté comme un disciple de César Franck, alors que ses goûts musicaux ont été très influencés par Debussy, Chabrier et plus tard par Stravinsky. Il était aussi très lié avec deux compositeurs lorrains, Florent Schmitt originaire de Blâmont, et le nancéien Jules-Marie Laure Maugüé. Il a assisté à la première de Pelléas et a manifesté à plusieurs reprises son enthousiasme pour Le Sacre du Printemps. L'un des premiers à faire travailler le concerto en sol de Ravel, il parlait, jusqu’à ses derniers jours, de la musique sérielle, de Boulez ou de Stockhausen, dont il regrettait de ne plus pouvoir lire les partitions.
Son œuvre de compositeur n'a couvert qu'une courte partie de sa vie, entre 1900 et 1913. En 1906, sa sonate pour piano obtient le Prix de la Société des Compositeurs ; en 1909, son quatuor à cordes (dédié à Florent Schmitt) est donné en première audition à la Société Nationale, tandis que son trio avec piano lui vaut un nouveau prix de la Société des Compositeurs. Ses œuvres sont jouées par de grands interprètes : Georges Enesco, Ricardo Viñes, Marguerite Long, Yvonne Astruc, Fernand Pollain, Jeanne-Marie Darré, Jean Doyen, Geneviève Joy, André Levy, Jacques Neilz, Henriette Puig-Roget, le Quatuor Pascal, le Quatuor Parrenin, etc.
En 1909, il écrit sa première symphonie, qui obtient le prix Anatole Cressent. Elle sera donnée en 1911 par Gabriel Pierné à la tête des Concerts Colonne.
Il compose encore trois œuvres importantes : une sonate pour piano et violon en 1911, suivie en 1912 par une sonate pour violoncelle et piano, et enfin la seconde symphonie, achevée en 1913. L'orchestration n'a pu être terminée qu'en 1919. Elle sera créée en 1920 aux Concerts Colonne, toujours sous la direction de Gabriel Pierné. Citons aussi d'autres chefs d'orchestre qui, plus tard, ont dirigé ses symphonies : Alfred Bachelet, Eugène Bigot, Jean Clergue, Marcel Dautremer...  
Malheureusement, et alors même que la réputation de compositeur de Louis Thirion s'étend en France et à l'étranger, la guerre de 1914 l'atteint durement : il est mobilisé pendant toute la guerre ; de plus, sa maison de Baccarat brûle dans l'incendie de la ville provoqué par les Allemands, entraînant la perte de la quasi-totalité de ses manuscrits. Il perd sa femme en 1920 et se retrouve avec deux jeunes enfants à charge. Sa santé fortement ébranlée, complètement découragé, il prend alors la décision de ne plus composer. 
En 1958, il est élu seul membre correspondant de l'Institut de France. Il y retrouve Florent Schmitt qui avait proposé sa candidature, ainsi que Henri Büsser, Paul Paray, Jacques Ibert et Louis Aubert.
D'un premier mariage, Louis Thirion a eu deux enfants, dont l'écrivain et surréaliste André Thirion. D'un remariage tardif avec la pianiste Micheline Moris-Thirion (1914-1999), il aura un fils, Louis-Claude Thirion, né en 1935, également pianiste. 

### Le pédagogue
Louis Thirion a été le professeur de Line Zilgien, Pierre Cortellezzi, Louis Thiry, Henri Graebert (1893-1959), directeur du conservatoire de Metz, Jeannine Barbulée (1912-2002), pianiste concertiste et professeur, sœur de l'actrice Madeleine Barbulée, Nelly Gauthier-Pasquier (1912-2011), pianiste et violoncelliste, enseignante de musique de chambre avec Pierre Pasquier au Conservatoire de Paris, et de nombreux autres musiciens professionnels ou organistes d'église,,,.

## Partitions

### Musique symphonique
- Symphonie n° 1 en mi bémol op.12 (1909) Prix Cressent  (Ed. Durand 1912) 1re audition 19 novembre 1911, Paris Théâtre du Châtelet - Concerts Colonne (dir. Gabriel Pierné)

- Symphonie n° 2 en si mineur op.17 (1913/1919) Ed. Max Eschig (1922) 1re audition 27 novembre 1920, Paris Théâtre du Châtelet - Concerts Colonne (dir. Gabriel Pierné)

- Chant sans parole n° 2 pour violoncelle et orchestre (1902) Ed. Dupont-Metzner (Nancy)

### Musique de chambre
- Romance et Caprice pour flûte et piano (ou violon et piano), morceau de concours imposé aux conservatoires de Nancy et de Lyon (1908) Ed. Dupont-Metzner (Nancy)

- Quatuor à cordes op. 10 (1908) Ed. Demets-Eschig (1910) 1re audition le 24 avril 1909 salle Pleyel à la Société Nationale de Musique par Gabriel Willaume et Georges Morel (violons), Emile Macon (alto) et Louis Feuillard (violoncelle).

- Trio pour piano, violon et violoncelle op.11 (1910) Prix de la Société des Compositeurs de musique (Ed. Hamelle) 1re audition 25 mars 1911, Société Nationale de Musique salle Pleyel (Paris) par l’auteur au piano, Gabriel Willaume au violon et Fernand Pollain au violoncelle.

- Six petites pièces pour violon et piano (1910) Ed. Dupont-Metzner (Nancy)

- Sonate en ut mineur pour violon et piano op.14 (1911) Ed. Durand (1912) 1re audition 4 mai 1912, Société nationale de Musique salle Pleyel (Paris) par Georges Enesco (violon) et Robert Lortat (piano)

- Sonate en ré pour violoncelle et piano op.16 (1912) Ed. Durand (1913) 1re audition 15 mars 1913, Société Nationale de Musique salle Pleyel (Paris) par Fernand Pollain et l’auteur.

### Musique pour piano
- Jeanne, valse pour piano (1888, inédit)

- Impromptu (1889). Ed. Baudoux (Paris)

- Sonate pour piano en quatre parties (Prix de la Société des compositeurs de musique 1906) Ed. Demets-Eschig 1re audition en 1908, Société nationale de Musique par Marie Panthès

- Rêves, trois nocturnes pour piano (Ed. Demets-Eschig 1908) 1re audition 5 mars 1910, Société Nationale de Musique, salle Pleyel (Paris) par Ricardo Viñes

- Symphonie n° 1, réduction pour piano à quatre mains (Ed. Durand 1912)

- Symphonie n° 2, réduction pour piano à quatre mains (Ed. Max Eschig 1922)

### Pédagogie
- « Technique complète des gammes et des arpèges du piano, établie avec les doigtés rationnels les plus simples » (1934-1935, inédit)

## Écrits
- Correspondance inédite de 1913 à 1930 avec les musiciens André Gedalge, Gabriel Pierné, Guy Ropartz, Florent Schmitt et Gustave Samazeuilh, et avec le peintre Paul Signac.

- Article sur la création du quintette de Florent Schmitt (à côté de ceux de Debussy et de Dukas) dans le livre de Yves Hucher : Florent Schmitt. Éd. Le Bon Plaisir, Plon, Paris, 1953, p. 118. Réédité dans la collection « Les introuvables » en 1983.

## Sources
- Theodore Baker et Nicolas Slonimsky (trad. de l'anglais par Marie-Stella Pâris, préf. Nicolas Slonimsky), Dictionnaire biographique des musiciens [« Baker's Biographical Dictionary of Musicians »], t. 3 : P-Z, Paris, Robert Laffont, coll. « Bouquins », 1995 (réimpr. 1905, 1919, 1940, 1958, 1978), 8e éd. (1re éd. 1900), 4728 p. (ISBN 2-221-07778-4), p. 4208
- Robert Bernard, Histoire de la musique, t. 3, Paris, Fernand Nathan, 1963, p. 755
- Marc Honegger (dir.), Dictionnaire de la musique, t. 2, Paris, Bordas, 1993 (ISBN 2-04-019972-1), p. 1252
- François Michel (dir.), François Lesure et Vladimir Fédorov (en), Encyclopédie de la musique, t. 3, Paris, Fasquelle, 1961, p. 793
- Hugo Riemann (dir.) et André Schaeffner (dir.) (trad. de l'allemand par Georges Humbert), Dictionnaire de musique, Paris, Payot, 1931, 3e éd., 1485 p., p. 1340 (OCLC 1192588)
- Walter Willson Cobbett (trad. de l'anglais par Marie-Stella Pâris), Dictionnaire encyclopédique de la musique de chambre [« The Cobbett’s Cyclopedic Survey of Chamber Music »], t. 2 : K-Z, Paris, Robert Laffont, coll. « Bouquins », 1999, 1627 p. (ISBN 2221078489, EAN 978-2221078488), p. 1491

## Livres ou articles traitant de Louis Thirion
- Michel Burgard, « Louis Thirion, un musicien à redécouvrir », La Revue lorraine populaire, vol. 19, no 115,‎ 1993, p. 17-19
- Jacques Chailley et al., Cours d'histoire de la musique, t. 4, Paris, Leduc, 1990 (ISBN 2-85689-043-1, EAN 9782856890431)
- Michel Duchesneau, L'avant-garde musicale à Paris de 1871 à 1939, Liège, Mardaga, 1997, 352 p. (ISBN 9782870096345)
- Claire Haquet, « À la découverte de la musique à Nancy au premier vingtième siècle. Le don Louis Thirion et le fonds Gaston Stoltz : Louis Thirion et la musique en Lorraine au début du XXe siècle », Épitomé, Nancy,‎ 2019, p. 8-12 (ISSN 2425-6161)
- Bernard Pierreuse, Catalogue général de l'édition musicale, Paris, Jobert (distribution Éditions Musicales Transatlantiques et SACEM), 1984, 476 p. (ISBN 9782903933043)
- Gustave Samazeuilh, Musiciens de mon temps : Chroniques et souvenirs, Paris, Éditions Renaissance Marcel Daubin, 1947, 430 p., p. 258-259
- Collectif, Le quatuor à cordes en France de 1750 à nos jours, Paris, Association française pour le patrimoine musical, 1995, 318 p. (ISBN 978-2910995003)

## Discographie
- Trio pour piano, violon et violoncelle en la mineur, op. 11 (1910). Laurent Wagschal[10], piano, Solenne Païdassi, violon, Sébastien van Kuijk, violoncelle. Quatuor à cordes en mi majeur, op. 10 (1908). Quatuor Stanislas. Enregistré en octobre 2015. Timpani 1C 1237, ℗2016.

- Sonate en ut mineur pour violon et piano, op. 14 (1911). Sonate pour piano en quatre parties (1906). Sonate pour violoncelle et piano (en ré), op. 16 (1912). Solenne Païdassi, violon, Henri Demarquette, violoncelle, Laurent Wagschal, piano. Enregistré du 3 au 6 janvier 2018. Forgotten Records fr 1750, ℗2020.

- Symphonie n° 2, op. 17 (1913-1919). Orchestre Radio-Symphonique de la Radiodiffusion-Télévision Française, direction Eugène Bigot (concert radiodiffusé enregistré le 22 octobre 1959). Forgotten Records fr 1741, ℗2020.